# Fanny Lång
Fanny Alicé Tess Lång, född 11 september 1996, är en svensk fotbollsspelare som senast spelade för Djurgårdens IF.

## Karriär
Lång började spela fotboll i Kvarnsvedens IK som sjuåring. 2012 gick hon till Gustafs GoIF. Lång A-lagsdebuterade den 15 april 2012 i en 0–5-förlust mot Umeå Södra FF. Hon spelade totalt 15 ligamatcher i Division 1 säsongen 2012. Följande säsong spelade Lång 21 ligamatcher och gjorde två mål.
Inför säsongen 2014 återvände Lång till moderklubben Kvarnsvedens IK. Hon debuterade den 12 april 2014 i en 2–1-vinst över Limhamn Bunkeflo. Totalt spelade Lång endast två ligamatcher i Elitettan 2014, då hon under säsongen hade skadeproblem. Inför säsongen 2015 återvände Lång till Gustafs GoIF. Hon spelade 21 matcher och gjorde två mål för klubben i Division 1 säsongen 2015.
Inför säsongen 2016 värvades Lång av IK Sirius. Hon debuterade den 17 april 2016 i en 1–0-vinst över Sunnanå SK. Lång spelade 20 matcher och gjorde två mål för klubben i Elitettan 2016. Till säsongen 2017 gick hon till nybildade IK Uppsala. Lång spelade totalt 22 matcher för klubben i Elitettan 2017.
I december 2017 värvades Lång av AIK, där hon skrev på ett ettårskontrakt. Lång spelade 13 matcher och gjorde ett mål för klubben i Elitettan 2018. I november 2018 gick hon till Djurgårdens IF. I december 2020 förlängde Lång sitt kontrakt med ett år. Efter säsongen 2021 fick inte Lång förlängt kontrakt och lämnade klubben.